# 仁堀村
仁堀村（にぼりそん）は、岡山県赤磐郡にあった村。
現在の赤磐市塩木、戸津野、中勢実、仁堀中、仁堀西、仁堀東、平山に当たる。

## 沿革
- 1889年6月1日 - 町村制施行に伴い、赤坂郡塩木村、戸津野村、中勢実村、仁堀中村、仁堀西村、仁堀東村、平山村が合併し、布都美村となる。
- 1900年4月1日 - 赤坂郡が磐梨郡と合併し、赤磐郡となる。
- 1956年9月30日 - 吉井町に編入される。

## 現在の様子

### 教育

#### 小学校
- 赤磐市立仁美小学校

### 交通

#### 鉄道
旧村内を走る鉄道及びその駅なし

#### 道路

##### 高速道路
旧村内を走る高速道路なし

##### 国道
- 国道484号

##### 県道
- 主要地方道
  - 岡山県道27号岡山吉井線
  - 岡山県道52号勝央仁堀中線

- 一般県道
  - 岡山県道255号仁堀中御津線

### 河川・山岳

#### 河川
- 砂川

#### 山岳
- 掛応寺山
- 竜天山

### 名所・旧跡・観光スポット・祭事・催事
- ドイツの森

### 寺院・神社

#### 寺院
- 高福寺

#### 神社
- 布勢神社
- 布勢巨神社